# Football Club Chitwan
Il Football Club Chitwan è una società calcistica nepalese con sede nella città di Bharatpur che milita nella Nepal Super League.

## Storia
Il club è stato fondato nel marzo 2021 prima dell'inizio della Nepal Super League, il primo campionato di calcio in franchising in Nepal sotto il controllo della Federazione calcistica del Nepal (ANFA). Il club ha giocato la prima partita il 26 aprile 2021 contro il Lalitpur City.
Il 29 settembre 2023, il club ha ingaggiato l'allenatore indiano Khalid Jamil come tecnico della prima squadra.

## Strutture

### Stadio
Il Dasharath Rangasala è uno stadio a Kathmandu. Ha una capacità di 15.000 posti.

## Allenatori e presidenti
| Allenatori - 2021-2023 Meghraj K.C. - 2023 Khalid Jamil - 2023-2023 Mehrajuddin Wadoo - 2025-attuale Nabin Neupane | Presidenti - 2021-attuale Sachin Dhakal |

## Statistiche e record

### Allenatori
| Nome              | Nazionalità | Dal               | Al               | Andamento | Andamento | Andamento | Andamento | Andamento  |
| Nome              | Nazionalità | Dal               | Al               | Giocate   | Vittorie  | Pareggi   | Sconfitte | % vittorie |
| ----------------- | ----------- | ----------------- | ---------------- | --------- | --------- | --------- | --------- | ---------- |
| Meghraj K.C.      | Nepal       | 18 marzo 2021     | 31 maggio 2021   | 6         | 0         | 2         | 4         | &0,00      |
| Khalid Jamil      | India       | 29 settembre 2023 | 29 ottobre 2023  | 0         | 0         | 0         | 0         | —          |
| Mehrajuddin Wadoo | India       | 29 ottobre 2023   | 31 dicembre 2023 | 8         | 2         | 3         | 3         | 25,00      |
| Nabin Neupane     | Nepal       | 7 febbraio 2025   | -                | 7         | 3         | 1         | 3         | 42,86      |

## Organico

### Rosa
| N. |                        | Ruolo | Calciatore        |
| -- | ---------------------- | ----- | ----------------- |
|    | Nepal (bandiera)       | P     | Bishal Shrestha   |
|    | Nepal (bandiera)       | P     | Pradeep Bhandari  |
|    | Giamaica (bandiera)    | P     | Amal Knight       |
|    | Nepal (bandiera)       | D     | Abhishek Limbu    |
|    | Nepal (bandiera)       | D     | Sumit Shrestha    |
|    | Nepal (bandiera)       | D     | Bishal Syangtan   |
|    | Stati Uniti (bandiera) | D     | Jonny Campbell    |
|    | Nepal (bandiera)       | C     | Tshering Gurung   |
|    | Nepal (bandiera)       | C     | Shishir Lekhi     |
|    | Nepal (bandiera)       | C     | Roshan Rana Magar |

| N. |                        | Ruolo | Calciatore        |
| -- | ---------------------- | ----- | ----------------- |
|    | Nepal (bandiera)       | C     | Jaya Gurung       |
|    | Nepal (bandiera)       | C     | Bibek Gurung      |
|    | Uzbekistan (bandiera)  | C     | Nodir Mavlonov    |
|    | Ghana (bandiera)       | C     | Torric Jebrin     |
|    | Nepal (bandiera)       | A     | Anjan Bista       |
|    | Nepal (bandiera)       | A     | Milan Rai         |
|    | Nepal (bandiera)       | A     | Niraj Chaudhary   |
|    | Nepal (bandiera)       | A     | Shishir Chaudhary |
|    | Stati Uniti (bandiera) | A     | Victor Mansaray   |
|    | Nigeria (bandiera)     | A     | Yusuf Malik       |

### Staff tecnico
- Nabin Neupane - Allenatore
- Bal Gopal Shahukhala - Vice allenatore
- Alok Amarnath Yadav - Performance analyst